# Mount Loretto Unique Area
Mount Loretto Unique Area est une réserve d'espaces ouverts et une réserve naturelle administrée par le Département de la conservation de l'environnement de l'État de New York sur la rive sud de Staten Island, à New York. La superficie totale de la zone est de 98 hectares, dont 20 hectares sont sous l’eau.

## Histoire

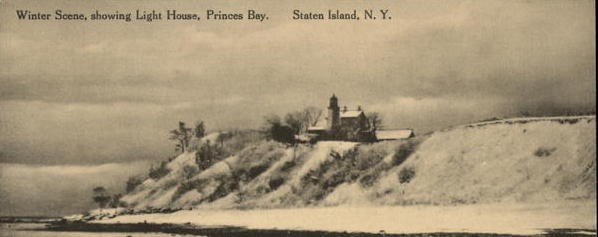
Phare de Prince's Bay sur une falaise dans la zone unique du mont Loretto

Mount Loretto était autrefois le plus grand orphelinat de l'État de New York. Elle a été lancée par le père John Christopher Drumgoole, prêtre catholique irlandais et fondateur de la Mission de la Vierge Immaculée à Manhattan, une organisation destinée à aider les enfants pauvres et disposés. Il a acheté le terrain de Staten Island pour l'orphelinat dans les années 1880 et l'a nommé « Mount Loretto » en l'honneur d'une des religieuses qui travaillaient avec lui à la mission. Il était desservi par le Mount Loretto Spur du Staten Island Railway.
La zone entourant le mont Loretto a été achetée à l'archidiocèse de New York par le Département de la conservation de l'environnement de l'État de New York en 1999. La propriété contenait autrefois divers bâtiments, dont le dortoir des filles Sainte-Élisabeth, un grand bâtiment de l'époque victorienne qui a été détruit par un incendie criminel au moment où le titre foncier était transféré à l'État.

## Géographie et histoire naturelle
Aujourd'hui, le mont Loretto compte 1,6 km de rivage faisant face à la baie Prince's et à la baie de Raritan. Le long du littoral se trouvent les plus hautes falaises face à l'océan de l'État de New York, qui atteignent une hauteur de 23 mètres. Les falaises font partie d'une moraine d'argile et de gravier laissée par le glacier du Wisconsin, qui a atteint son terminus le plus au sud à Staten Island. La falaise la plus haute est l'emplacement d'un phare historique, le Prince's Bay Light. Le phare en pierre, qui a été construit en 1864 avec une maison de gardien attenante construite en 1868, est un monument de l'État de New York.

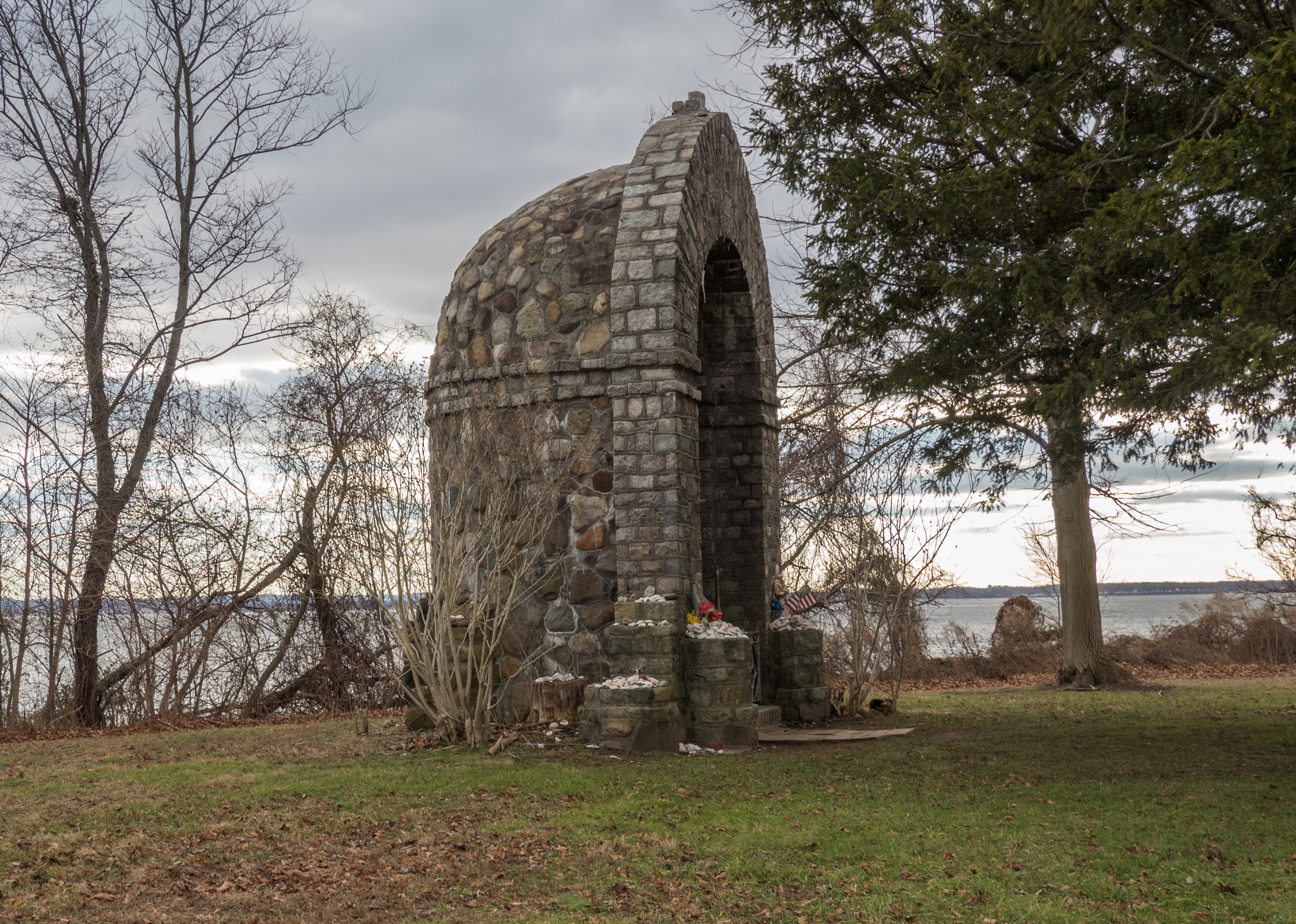
Sanctuaire de la Vierge Immaculée

Dans la réserve, en plus des falaises, se trouvent de vastes zones humides d'eau saumâtre et d'eau douce, dont un grand étang temporaire. La réserve contient une grande variété de plantes, d'arbustes et d'arbres indigènes, en raison de la diversité des habitats représentés.
Diverses espèces d'oiseaux fréquentent le parc à différentes périodes de l'année. Ses grands champs fauchés le rendent attrayant pour de nombreuses espèces comme le bécasseau roux et le bécasseau des champs. D'autres oiseaux des champs, comme l'alouette des prés et le goglu des prés, peuvent également être trouvés ici pendant la migration. Les zones humides abritent un habitat utilisé par diverses espèces d'ansériformes telles que le canard branchu, la sarcelle à ailes bleues et vertes, ainsi que de nombreuses espèces de canards, d'échassiers et d'oiseaux des marais. De nombreux oiseaux rares ont visité la réserve, notamment l'ibis blanc, le moucherolle à longue queue et le tyran de l'Ouest. La réserve abrite également des serpents, des tortues, des grenouilles et des crapauds, ainsi que des ratons laveurs, des tamias, des taupes et des mulots,.